# Spogostylum rudolfae
Spogostylum rudolfae är en tvåvingeart som först beskrevs av Zaitzev 1976.  Spogostylum rudolfae ingår i släktet Spogostylum och familjen svävflugor. Inga underarter finns listade i Catalogue of Life.